# Laeken/Laken

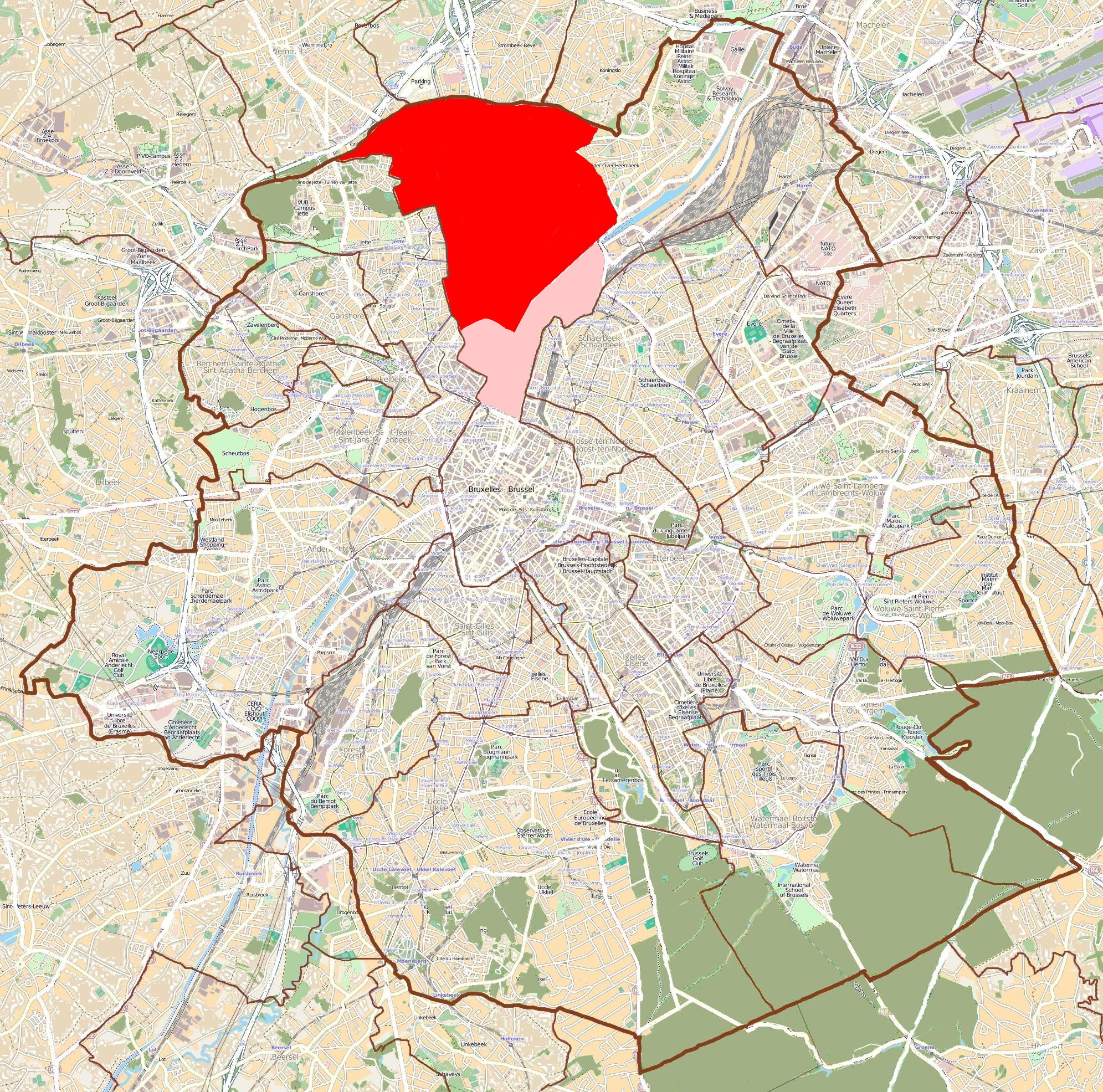
Karte von Laken innerhalb der Region Brüssel-Hauptstadt: rot das heutige Gebiet mit der Postleitzahl 1020, rosa der restliche Teil der ursprünglichen Gemeinde

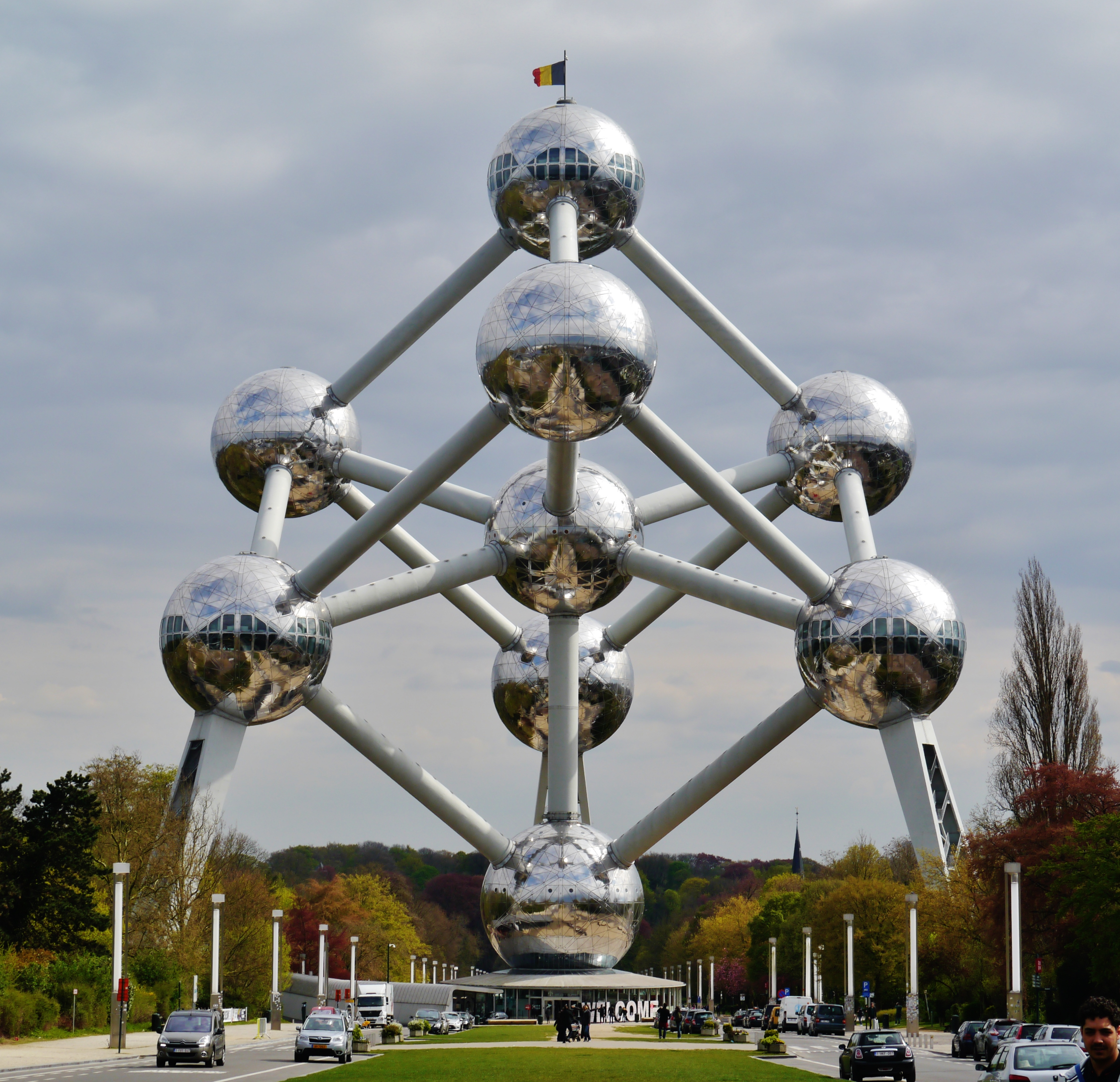
Atomium

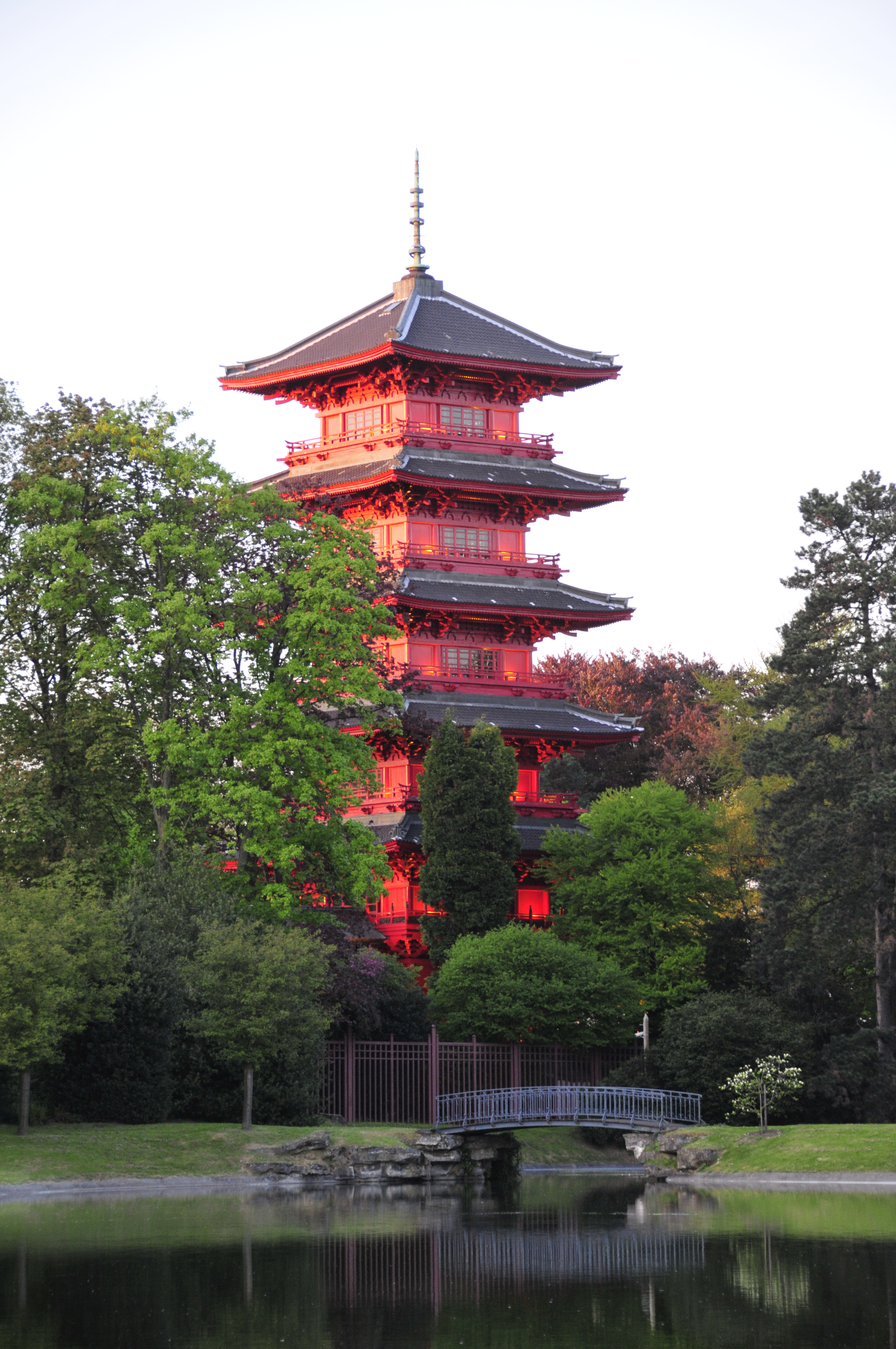
Tour Japonaise de Bruxelles

Laeken [ˈlaːkən] ist ein Stadtteil im Norden der Stadt Brüssel in der Region Brüssel-Hauptstadt. Laken ist die offizielle niederländische Schreibweise, die alte brabantische Form war Laeken, was heute noch der französischen Schreibweise entspricht. Laeken war bis zu seiner Eingemeindung im März 1921 eine selbständige Gemeinde, die noch heute die eigene Postleitzahl 1020 bewahrt.

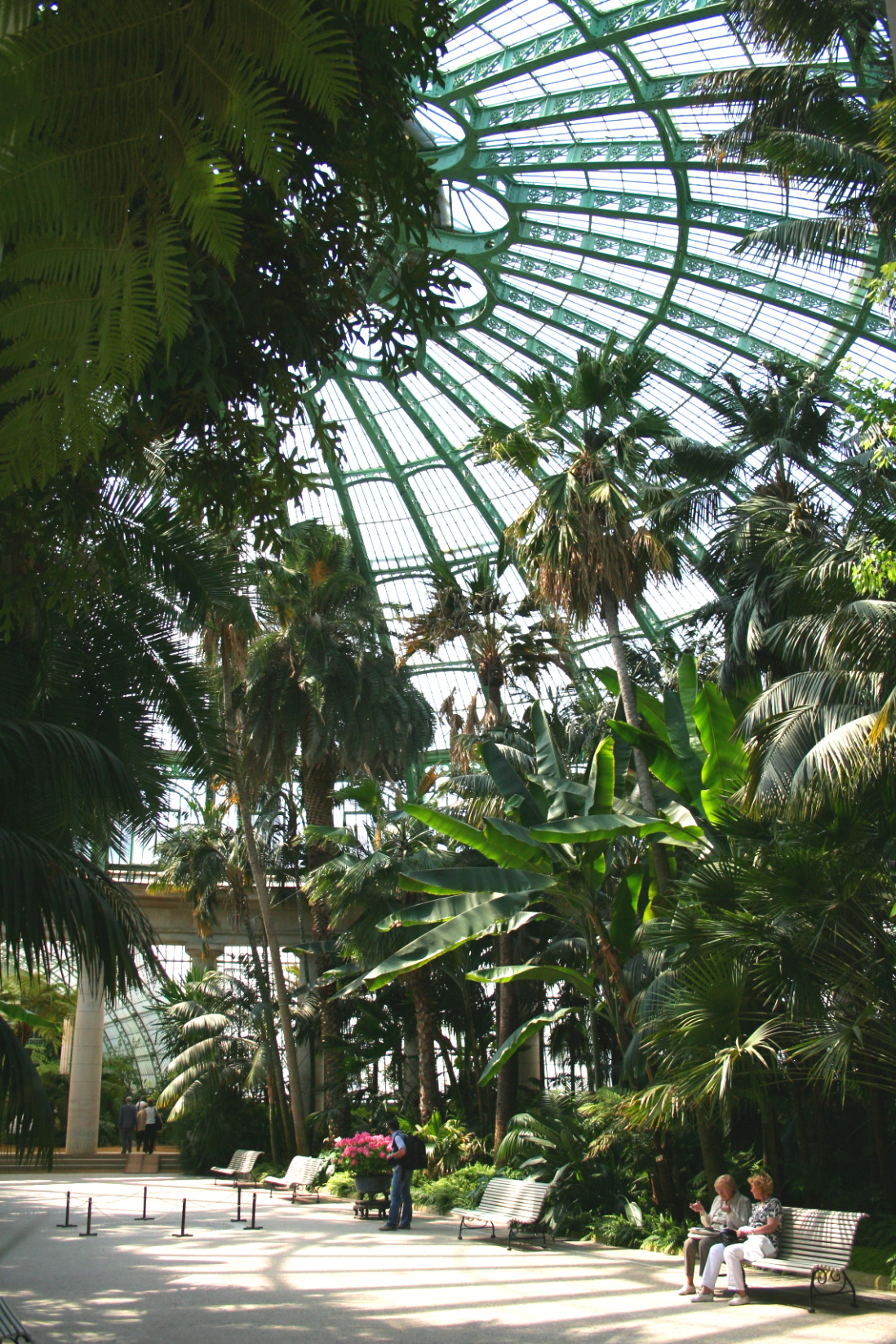
Königliche Gewächshäuser in Laken

Laeken war zweimal Standort einer Weltausstellung auf dem Heysel-Plateau, 1935 und 1958. Laeken ist die Wiege der internationalen Christlichen Arbeiterjugend (CAJ).

## Geschichte
Die erste Erwähnung datiert gegen 1080 unter der latinisierten Form Laca. Ab dem 17. Jahrhundert sind die Formen Lake und Laeken überliefert. Der alte Dorfkern liegt im Bereich des Vorplatzes der heutigen Liebfrauenkirche am Ufer des später in die Senne mündenden Flüsschens Molenbeek („Mühlbach“), in dessen sumpfigem Verlauf viele Seen und Teiche lagen. Der Name Laeken ist mit dem althochdeutschen lacha (aus latein. lacus, -ūs m. – See), das See bedeutet, verwandt, während es im Brabanter Flämisch für ein Sumpfgebiet steht und mit der deutschen Lache (Öllache) und dem deutschen Laach (Laacher See) verwandt ist.
Wie auch weitere sieben ländliche Gemeinden im Umkreis von Brüssel, die zusammen den Bannkreis, die Cuve/Kuype um die Kaiserstadt bildeten, verlor Laeken bereits 1331 seine Eigenständigkeit und wurde unter Brüsseler Recht gestellt. Erst im Rahmen der Französischen Revolution und Besetzung Belgiens 1795 wurde Laeken wieder eine eigenständige Gemeinde.
Im Jahre 1615 ließ Erzherzogin Isabella Clara Eugenia von Spanien für ihren wöchentlichen Pilgergang zur Sankt-Annenquelle eine Straße als direkte Verbindung zwischen dem alten Laekener Dorfkern und der Quelle bauen, die auch als „Quelle der fünf Wunden“ bezeichnet wird und Wunder bewirkt haben soll. Diese Straße hieß zunächst Avenue du Duc/Hertoghsdreve, heute Drève Sainte-Anne/Sint-Annadreef. An ihr findet sich heute die Europäische Schule Brüssel IV. Sie ließ auch die Quelle einfassen und errichtete 1625 die daneben stehende Sankt-Annenkapelle.
1782 wurde in Laeken das Schloss Laeken erbaut, das seit 1831 der Sitz der belgischen Königsfamilie ist. Zum Schloss gehören bis heute die Gewächshäuser, während der Laken-Park später vom königlichen Park abgetrennt und der Bevölkerung zugänglich gemacht wurde.
Bis zu Beginn des 19. Jahrhunderts war Laeken ein bäuerliches kleines Dorf und wuchs erst im Rahmen der Industrialisierung und den großen Visionen des Königs der Belgier Leopold II. in den 1880er Jahren.
1851 gab König Leopold I. nach dem Tod seiner zweiten Frau Louise eine Grabkirche der belgischen Könige in Auftrag: Die mächtige, neugotische Liebfrauenkirche (Bauzeit bis 1872) wurde unweit der Königlichen Domäne unter Leitung von Joseph Poelaert, dem Architekten des Justizpalastes, ausgeführt. Hier befindet sich die königliche Krypta.
Durch den Eisenbahnbau für die Nordverbindung zwischen Gent und Brüssel wurde das alte Zentrum von Laeken weitgehend zerstört, es blieben nur noch Reste im Bereich des inzwischen stillgelegten Laekener Bahnhofs am Vorplatz der Liebfrauenkirche. Später wurde die Westumgehung der Bahn bebaut, die 1871 am Place Bockstael an die bestehende Genter Bahnlinie anknüpfte und dort ein Gleisdreieck entstehen ließ.
Von 1877 bis zur Eingemeindung nach Brüssel 1921 war Emile Eloy Bockstael letzter Bürgermeister von Laeken.
Am 23. April 1906 wurde entschieden, einen Wettbewerb für einen Rathaus-Neubau auszuschreiben. Bis zum 27. August des Jahres konnten Entwürfe eingereicht werden; zu den teilnehmenden Architekten gehörte unter anderem auch der junge Julien Flegenheimer. Am 22. Juni 1907 wurde die Entscheidung zwischen den Entwürfen getroffen, das Rathaus konnte dann 1912 eingeweiht werden und ersetzte damit den noch erhaltenen kleinen Vorgängerbau in der Rue des Palais Outre-Pont/Paleizenstraat over de Brug im Zentrum des alten Laeken.
1921 wurde Laeken zusammen mit Neder-Over-Heembeek und Haren nach Brüssel eingemeindet. Dies erfolgte im Rahmen des Hafenausbaus nach Norden und des Platzmangels im Stadtzentrum.
Zu Laeken gehört auch das Heysel-Plateau, eine Hochfläche, die anlässlich der Weltausstellung Brüssel 1935 bebaut wurde und dann für die Weltausstellung 1958 nochmals umgestaltet wurde. Neben dem Heyselpark, in dem zur Expo 1958 zahlreiche Pavillons standen und nur noch zwei erhalten sind, gehört auch das Atomium, der Mini-Europa Miniaturpark sowie das König-Baudouin-Stadion dazu. In dem Stadion kam es unter dem alten Namen Heysel-Stadion zur Katastrophe von Heysel, bei der am 29. Mai 1985 durch Hooligans eine Massenpanik vor dem Endspiels des Fußball-Europapokals der Landesmeister 1984/85 zwischen dem FC Liverpool und Juventus Turin ausgelöst wurde, bei der es 39 Tote und 454 Verletzte gab.
Im Dezember 2001 wurde im Schloss Laeken der Europäische Gipfel von Laeken abgehalten.
Die Einwohnerentwicklung bis zur Eingemeindung 1921 war wie folgt:
1814 - 1.168 Einwohner,
1831 - 1.806 Einwohner,
1846 - 4.019 Einwohner,
1885 - 21.477 Einwohner,
1900 - 30.438 Einwohner,
1920 - 40.681 Einwohner,
2005 - 51.839 Einwohner

## Sehenswürdigkeiten
- das Schloss Laeken mit dem Park und den Gewächshäusern, (→Lage)
- das Atomium, (→Lage)
- das Messegelände, besonders davon die Halle 5, (→Lage)
- die Liebfrauenkirche (Notre-Dame de Laeken) mit der königlichen Krypta ist das größte neugotische Bauwerk Belgiens, (→Lage)
- der Friedhof von Laken gilt als schönster und wichtigster Friedhof der ganzen Stadt Brüssel, hier sind viele Prominente bestattet, (→Lage)
- das Denkmal zu Ehren Leopold I., (→Lage)
- der japanische Turm, (→Lage)
- der chinesische Pavillon, (→Lage)
- das Rathaus Laken, das nicht mehr als Rathaus genutzt, sondern für eine Polizeistation und Kultureinrichtungen genutzt wird (→Lage),
- das König-Baudouin-Stadion, (→Lage)
- das ADAM - Brussels Design Museum,
- das Planetarium, (→Lage)
- das Universitätskrankenhaus Brugmann, dessen ältesten Gebäude von Victor Horta entworfen wurden.

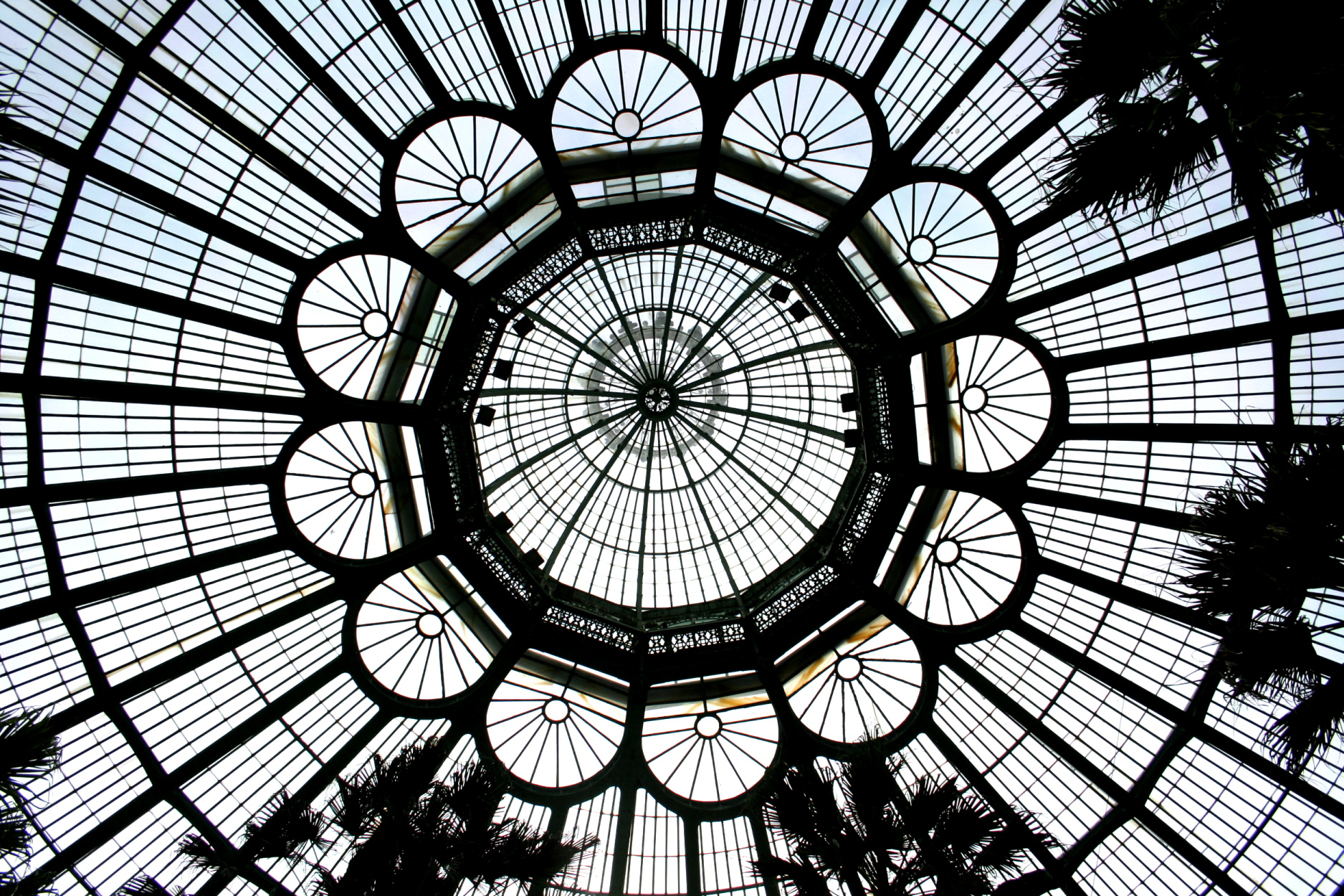
Die Königlichen Gewächshäuser
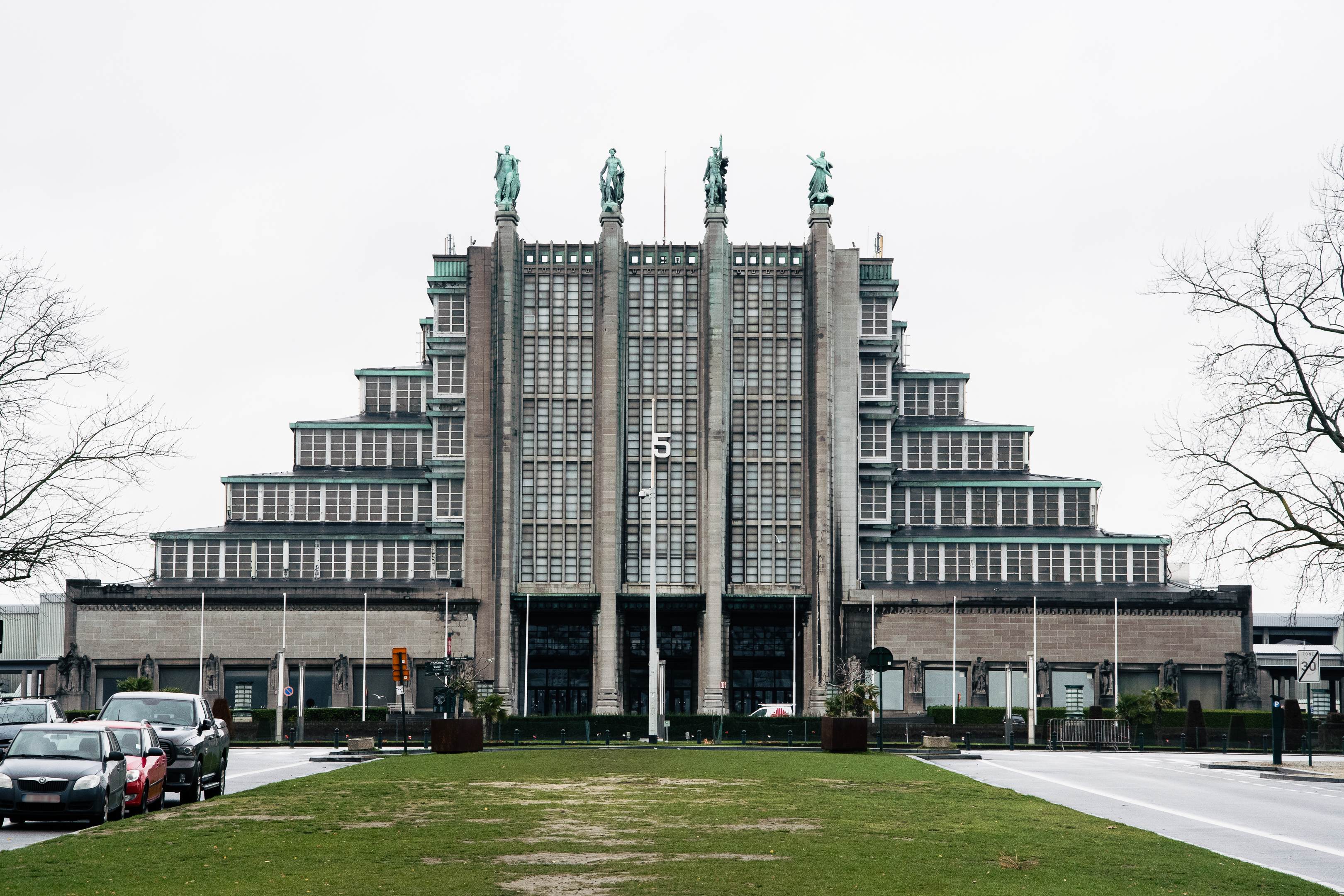
Messezentrum, Halle 5, Heysel
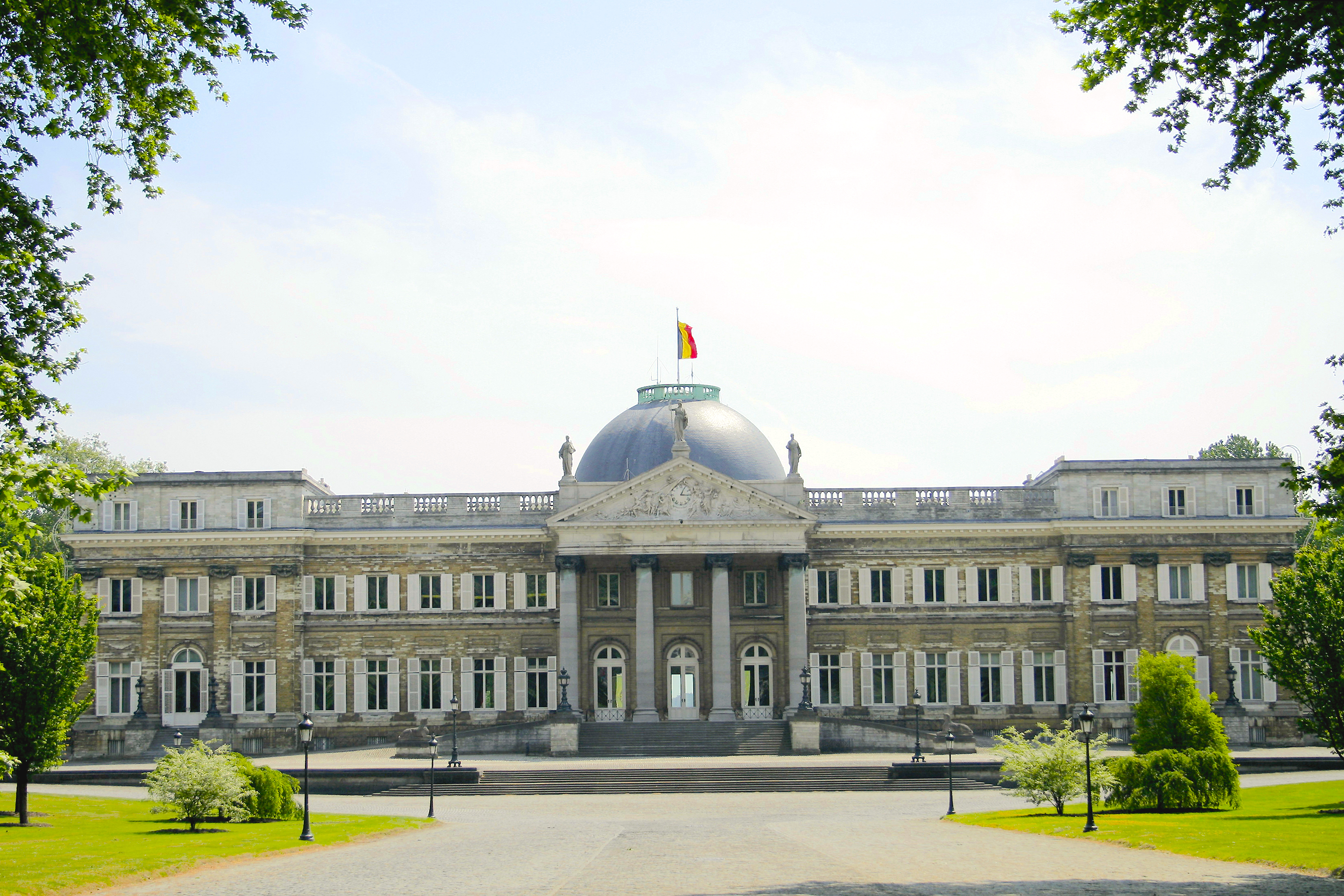
Schloss Laeken
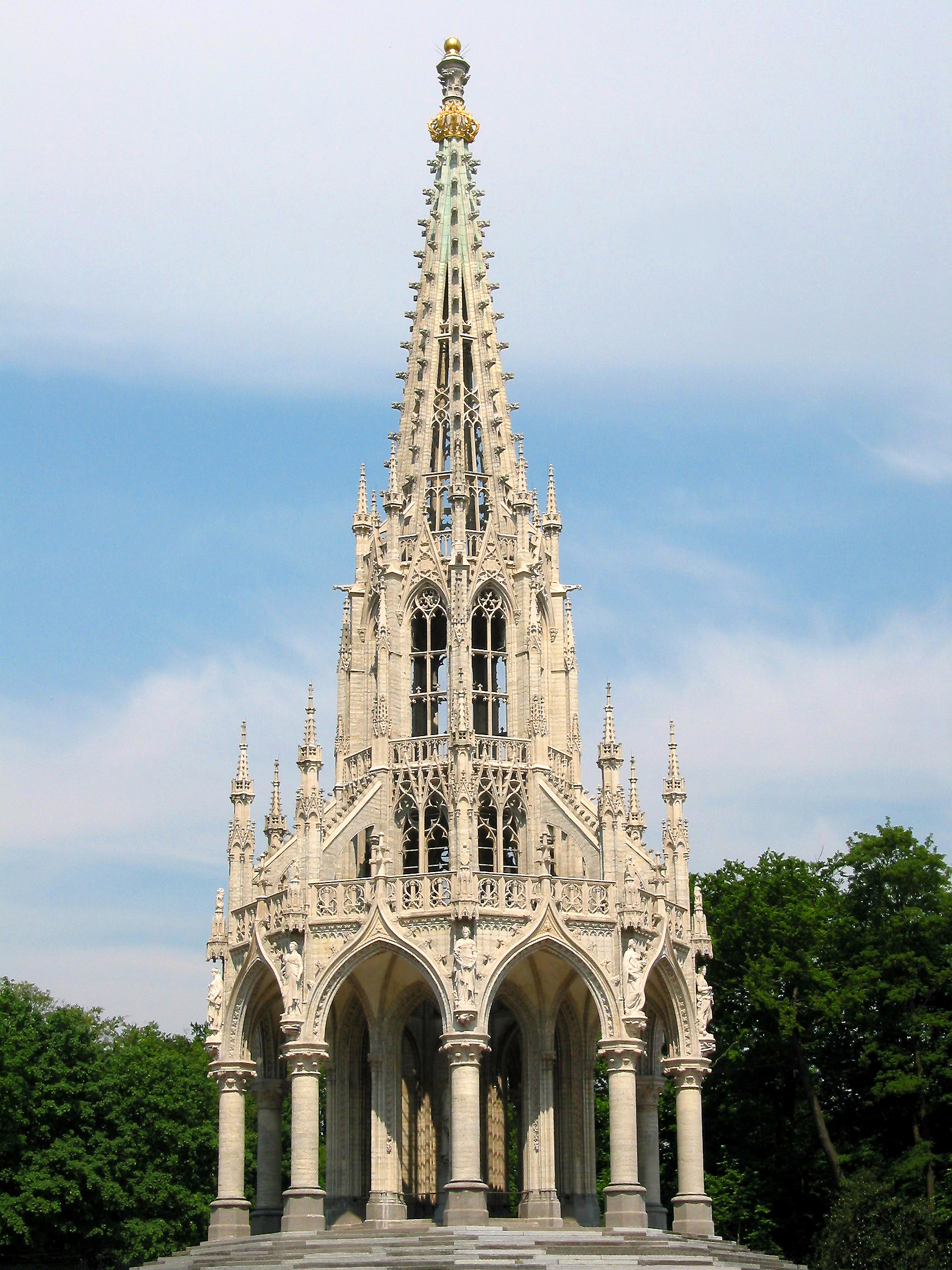
Denkmal zu Ehren Leopold I.
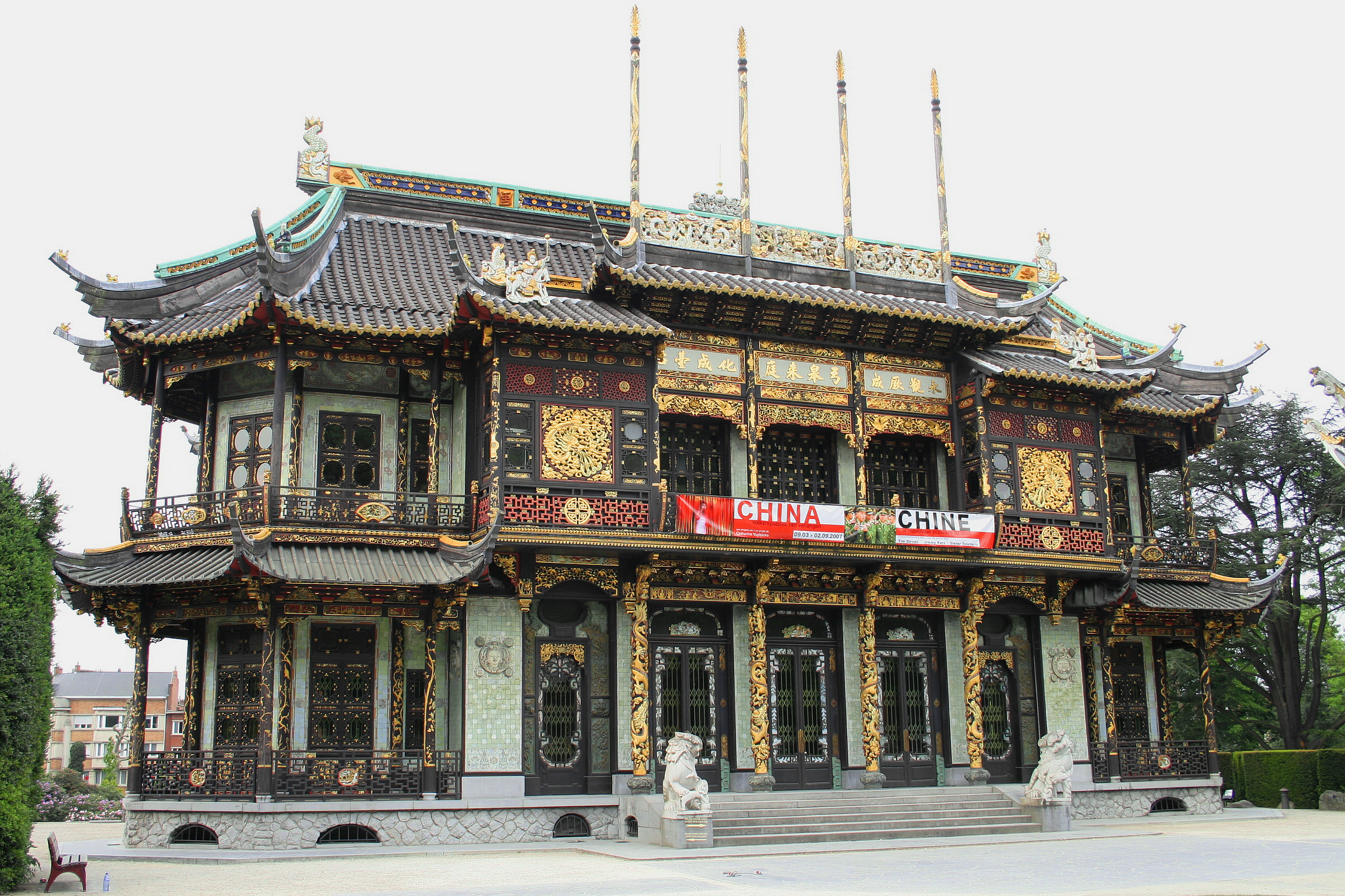
Der chinesische Pavillon
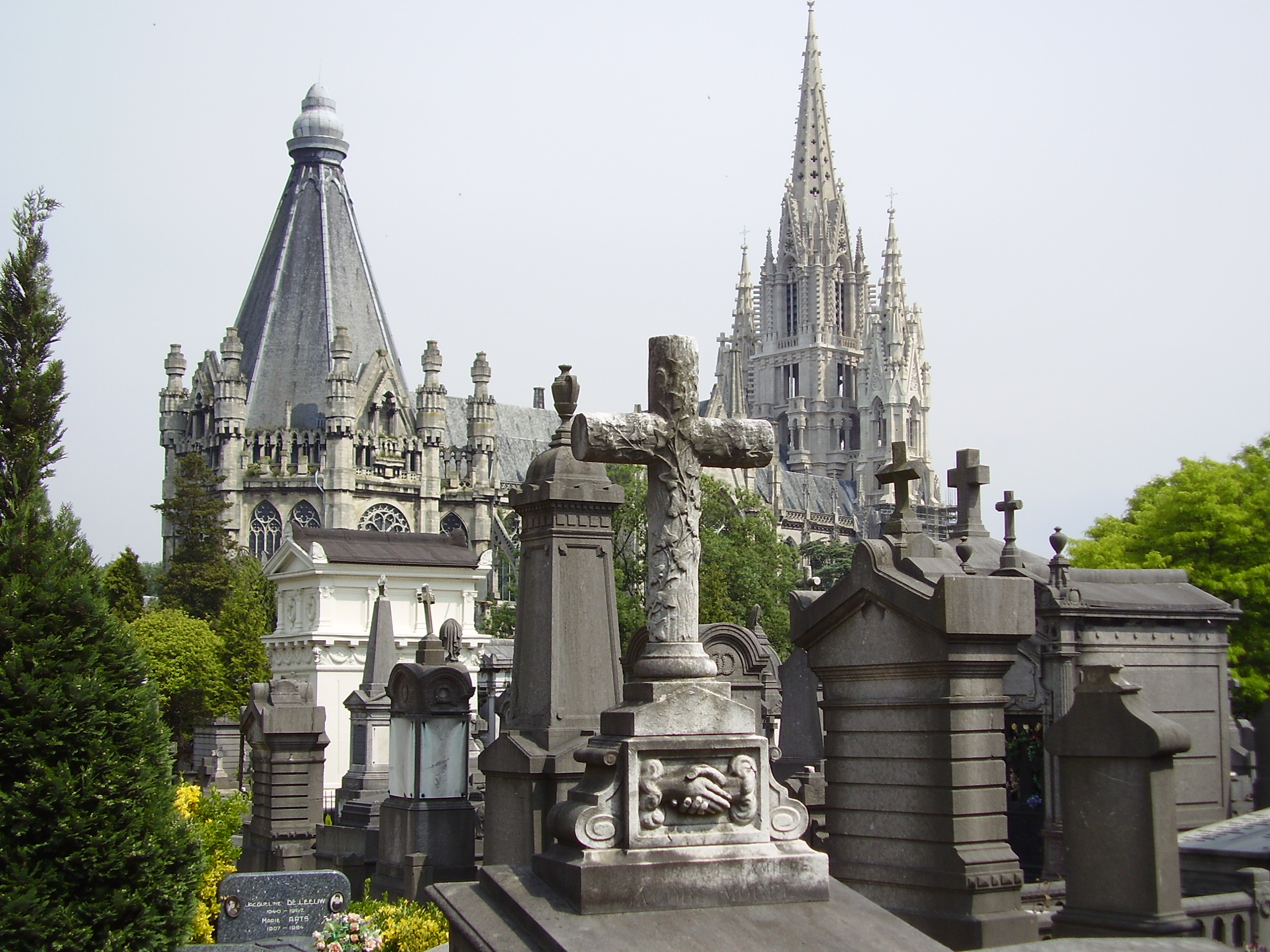
Friedhof Laken und die Liebfrauenkirche

## Söhne und Töchter der Stadt
- König Albert II. (* 1934), König der Belgier 1993–2013
- Emile Aerts (1892–1953), Bahnradsportler
- König Baudouin (1930–1993), König der Belgier 1951–1993
- Arnold Badjou (1906–1994), Fußballspieler
- Maurice Blieck (1876–1922), Marine-, Hafen-, Landschafts- und Genrenmaler
- Elisa Caroline Bommer (1832–1910), Mykologin und Taxonomin
- Annie Cordy (1928–2020), Schauspielerin und Sängerin
- Léo Errera (1858–1905), Botaniker
- Xavier Mellery (1845–1921), Maler des Symbolismus
- Stephanie von Belgien (1864–1945), Tochter von König Leopold II. von Belgien und Kronprinzessin von Österreich-Ungarn
- Jean Strauwen (1878–1947), Komponist, Professor und Dirigent
- Pierre Strauwen (1886–1968), Schwimmer
- Jean Boon (1897–?), Radrennfahrer
- Freddy Thielemans (1944–2022), sozialistischer Politiker und Bürgermeister von Brüssel